# Zespół Alagille’a
Zespół Alagille’a (ang. Alagille syndrome, AGS) – zespół wad wrodzonych charakteryzujący się występowaniem zaburzeń w obrębie wątroby, serca, nerek i trzustki. Nazwa zespołu pochodzi od Daniela Alagille’a – francuskiego lekarza pediatry, który stworzył pierwszy opis choroby

## Epidemiologia
Częstość występowania szacuje się na 1:70.000.

## Etiopatogeneza
Zespół Alagille’a dziedziczony jest w sposób autosomalny dominujący. Wywołują go nieprawidłowości w budowie (lub całkowity brak) białka Jagged-1 – należącego do grupy DSL ligandu receptora Notch1, kodowanego przez gen JAG1 (JAGGED1) położony na chromosomie 20.

## Objawy
- zwężenia dróg żółciowych
- cholestaza wewnątrzwątrobowa:
  - żółtaczka
  - świąd skóry
  - żółtaki
- wady serca (zastawkowe zwężenie drogi odpływu prawej komory, zwężenie tętnic płucnych)
- wady kręgosłupa
- wady narządu wzroku
- cechy dysmorficzne twarzy (wydatne czoło, głęboko osadzone oczy, mała spiczasta broda, hiperteloryzm).
- hipogonadyzm
- niskorosłość, wyniszczenie, opóźniony rozwój